# Gilles Coustellier
Pour les articles homonymes, voir Coustellier.
Gilles Coustellier, né le 31 mai 1986 à Martigues, est un pilote de VTT français. Il a notamment été champion du monde de vélo trial 26 pouces en 2008, 2009, 2011, 2012 et 2014, et champion du monde de vélo trial par équipes en 2011.
Son frère, Giacomo Coustellier, est également un trialiste.

## Palmarès
- 2002
  - Champion du monde junior de vélo trial 20 pouces
  - 2e du championnat du monde junior de vélo trial 26 pouces
- 2003
  - Champion du monde junior de vélo trial 26 pouces
  - 2e du Champion du monde junior de vélo trial 20 pouces
- 2004
  - Champion de France de trial
- 2007
  - 2e du championnat du monde de vélo trial 26 pouces
- 2008
  - Champion du monde de vélo trial 26 pouces
  - Champion d'Europe de VTT trial
  - Champion de France de trial
  - Vainqueur de la Coupe du Monde UCI Trial
- 2009
  - Champion du monde de vélo trial 26 pouces
  - Champion d'Europe de VTT trial
  - Champion de France de trial
- 2010
  - Champion de France de trial
  - Champion d'Europe de VTT trial
  - 2e du championnat du monde de VTT-Trial par équipes
  - Vainqueur de la Coupe du Monde UCI Trial
- 2011
  - Champion du monde de vélo trial 26 pouces
  - Champion du monde de vélo trial par équipes
  - Champion de France de trial
  - 3e du championnat du monde de vélo trial 20 pouces
- 2012
  - Champion du monde de vélo trial 26 pouces
  - Vainqueur de la Coupe du Monde UCI Trial
  - Champion d'Europe de VTT Trial
  - Champion de France de trial
- 2013
  - Champion d'Europe de VTT Trial[7]
  - Champion de France de trial[8]
  - 2e du championnat du monde de VTT-Trial par équipes
  - 2e du championnat du monde de VTT-Trial 26 pouces
  - Vainqueur de la Coupe du Monde UCI Trial
- 2014
  - Champion du monde de vélo trial 26 pouces
  - Champion d'Europe de VTT trial
  - 3e du championnat de France de VTT Trial
- 2016
  - Champion d'Europe de VTT trial
  - 2e du championnat du monde de vélo trial 26 pouces
  - 3e du championnat de France de VTT Trial
- 2017
  - 3e du championnat de France de VTT Trial
- 2019
  - 2e du championnat de France de VTT Trial
- 2020
  - 3e du championnat de France de VTT Trial
- 2021
  - 2e du championnat de France de VTT Trial

## Galerie d'images

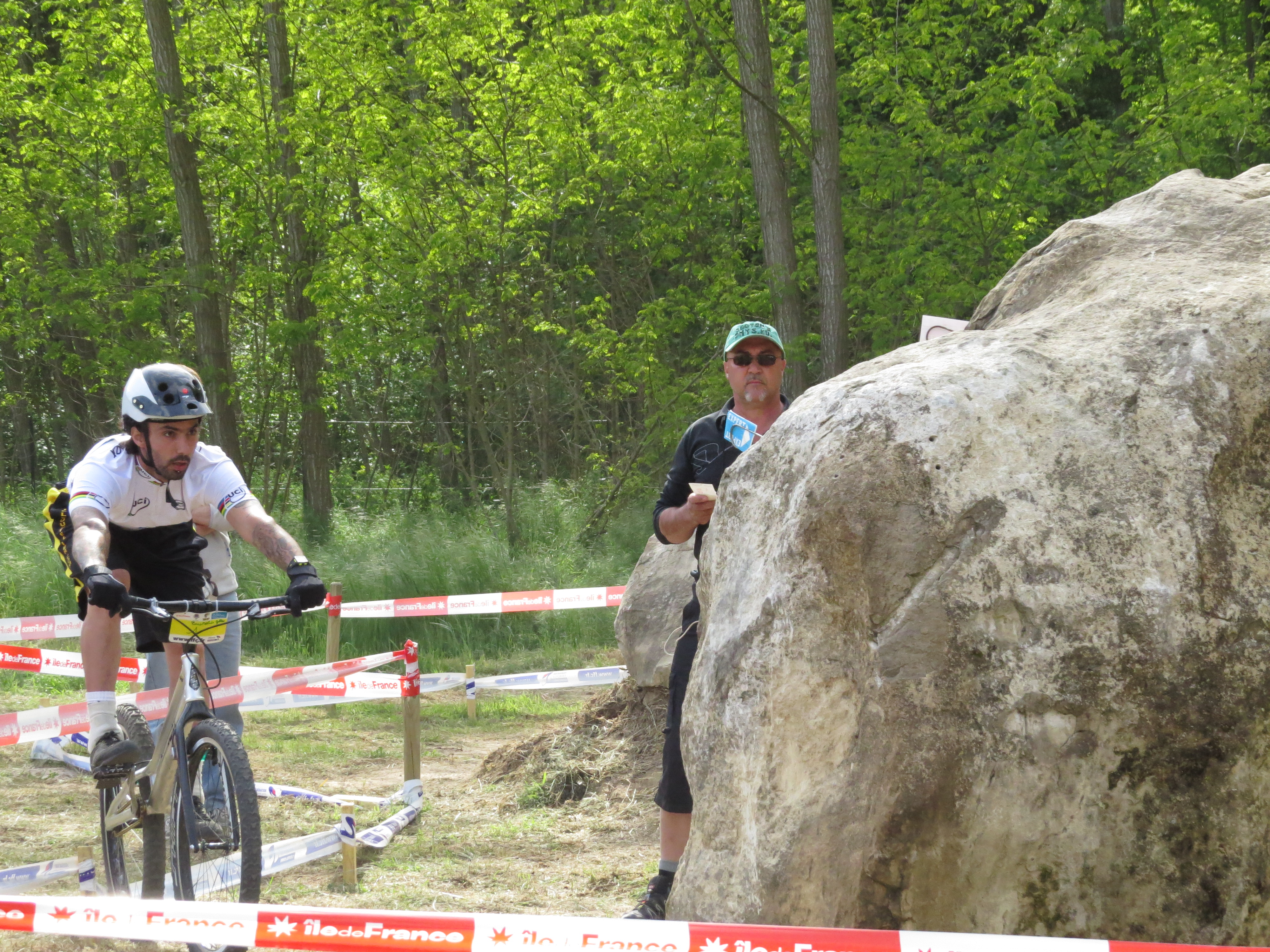
Coupe de France 2013 Cerny
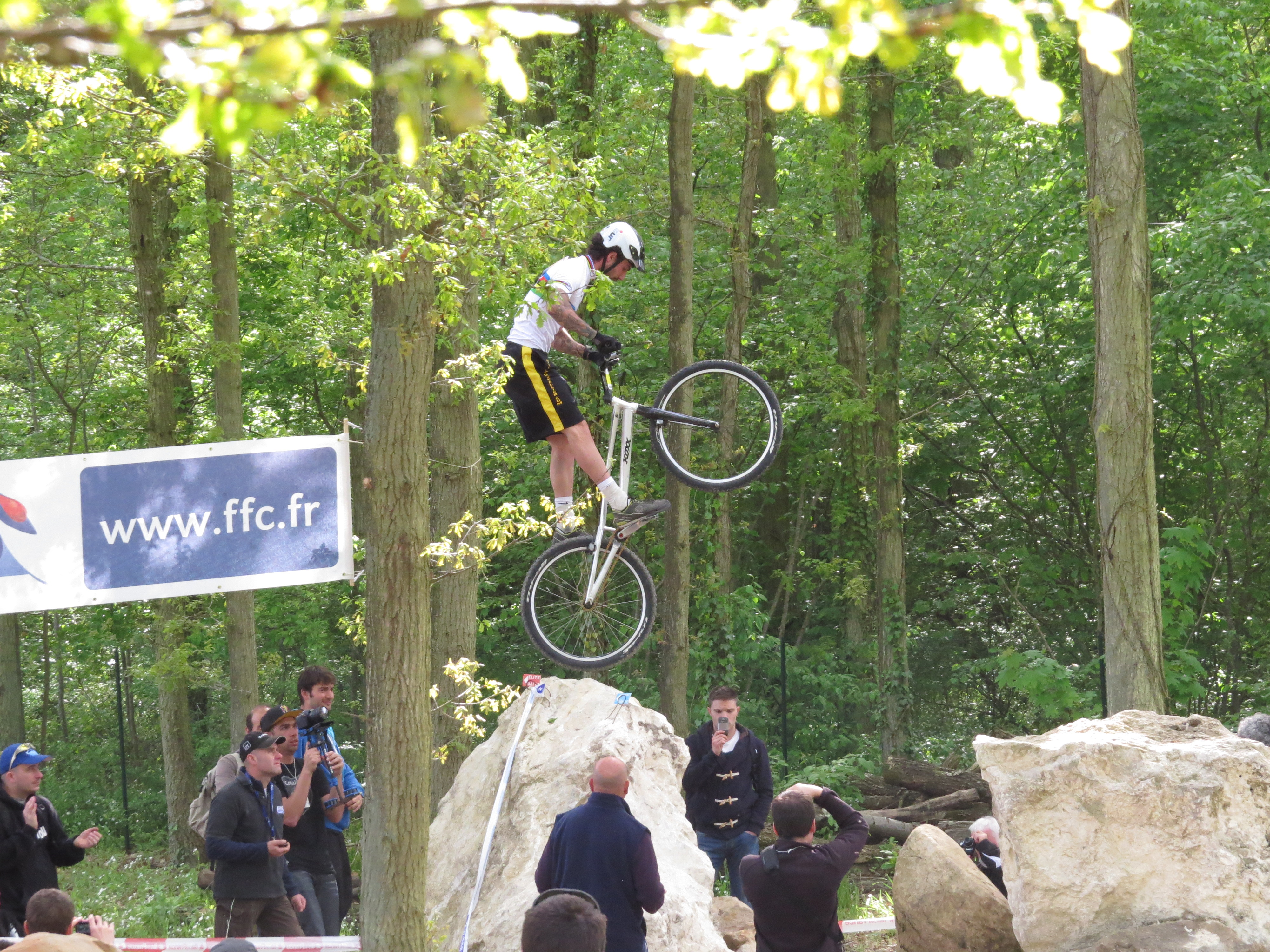
Coupe de France 2013 Cerny
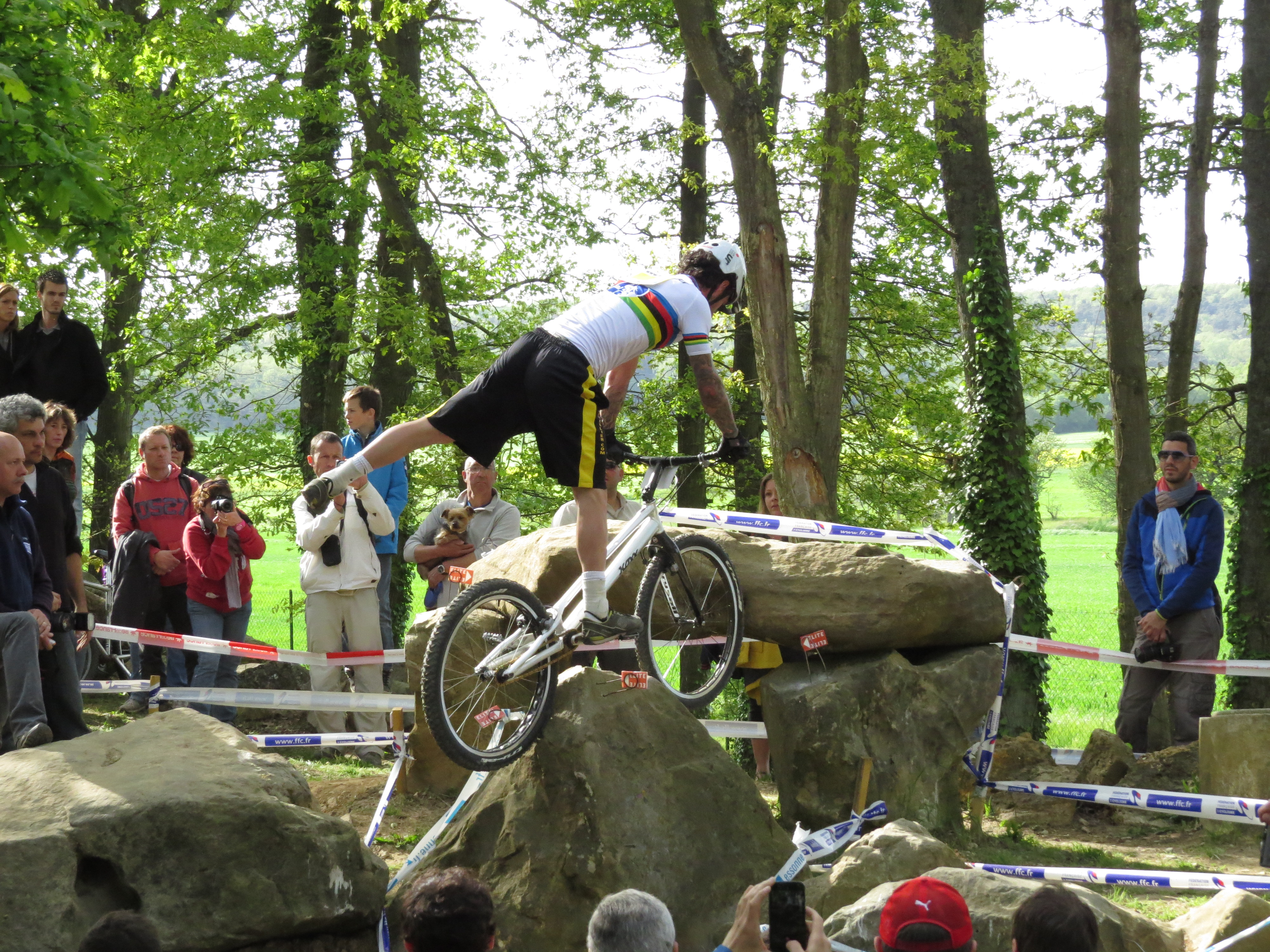
Coupe de France 2013 Cerny